# Sensitive Frage
Als sensitive Fragen (auch empfindliche oder heikle Fragen) werden in der empirischen Sozialforschung Fragen zu kritischen, schwer erfragbaren Bereichen der Befragten bezeichnet. Solche Bereiche können sein:
- Sozial nicht erwünschtes Verhalten, insbesondere Delinquenzverhalten (widerrechtliches Verhalten)
- Fragen zum Privatbereich: Fragen zu Schulden und Einkommen, zum Teil auch die Frage nach dem Alter, Fragen zur Sexualität

## Techniken zu sensitiven Fragen
Es gibt mehrere Techniken, um bei sensitiven Fragen zu zuverlässigen Antworten zu gelangen:
- So wird beim Einkommen häufig nicht das genaue Einkommen abgefragt, was den Befragten ohnehin wahrscheinlich überfordern würde, sondern eine Einordnung in Einkommenskategorien angeboten. Die Kategorien werden zum Teil mit zufällig gewählten Buchstaben versehen, um ein Gefühl der Anonymität zu erzeugen.
- Apparativ können Lügendetektoren oder Bogus-Pipeline-Techniken verwendet werden. Diese verringern jedoch häufig die Teilnahmebereitschaft.
- Eine wirklich anonyme Vorgehensweise bei solchen Fragen ist die Randomized-Response-Technik. Hier ist dem Interviewer nicht bekannt, wie der Befragte antwortet. Bei der Anwendung dieser Technik entscheidet ein Zufallsgenerator, ob der Befragte ehrlich auf die kritische Frage antworten soll, oder ob er, unabhängig von deren Inhalt, z. B. mit ja antworten soll. Aggregiert kann der Anteil der Personen, die die sensitive Frage tatsächlich mit ja beantwortet haben, bestimmt werden, weil der erwartete Anteil der Personen, die zufällig mit ja inhaltsunabhängig antworten sollten, durch die vom Zufallsgenerator erzeugte Verteilung bekannt ist und herausgerechnet werden kann.
- Eine weitere Methode zur Anonymisierung der ehrlichen Antworten ist die Unmatched-Count-Technik. Alle Befragten werden zufällig auf zwei Gruppen verteilt. Während eine Gruppe nur harmlose Fragen beantwortet, bekommt die andere Gruppe eine Frage mehr, nämlich die sensitive Frage. Beide Gruppen sollen lediglich die Summe ihrer „Ja“-Antworten angeben. Die Differenz ist dann die Anzahl derjenigen, die die sensitive Frage bejaht haben.
- Im ALLBUS 2000 wurde die sealed envelope technique eingesetzt, um verwertbare Antworten zum delinquenten Handeln zu erhalten. Die Antworten zu sensitiven Fragen wurden gesondert von den anderen Fragen in einem versiegelten Umschlag angegeben.
- Direkte Befragung: Ein Beispiel dazu stellt der Kinsey-Report dar: Sehr schnell hintereinander wurden Fragen in einem bestimmten Ton gestellt. Es wurde nicht gefragt, ob, sondern wann der Befragte zum letzten Mal eine bestimmte Verhaltensweise gezeigt hat. Kinsey (1970 (zuerst 1948), S. 62): „Solch ein Schnellfeuer von Fragen bietet eines der wirksamsten Mittel, um Schwindeleien aufzudecken, wie Kriminal- und Polizeibeamte wohl wissen.“